# Agama rueppelli
Agama rueppelli är en ödleart som beskrevs av  Vaillant 1882. Agama rueppelli ingår i släktet Agama och familjen agamer.

## Underarter
Arten delas in i följande underarter:
- A. r. rueppelli
- A. r. occidentalis
- A. r. septentrionalis